# Радучиці
Радучиці (пол. Raduczyce) — село в Польщі, у гміні Осьякув Велюнського повіту Лодзинського воєводства.
Населення — 218 осіб (2011).
У 1975-1998 роках село належало до Серадзького воєводства.

## Демографія
Демографічна структура станом на 31 березня 2011 року:
|          | Загалом | Допрацездатний вік | Працездатний вік | Постпрацездатний вік |
| -------- | ------- | ------------------ | ---------------- | -------------------- |
| Чоловіки | 103     | 21                 | 73               | 9                    |
| Жінки    | 115     | 19                 | 68               | 28                   |
| Разом    | 218     | 40                 | 141              | 37                   |